# واحد + واحد (فلم)
واحد + واحد فيلم سوري مصري، أنتج عام 1971.

## قصة الفيلم
فتاة تقع في حب شاب، ويقعان معا في علاقة غير شرعية، تكون نتيجتها طفل صغير، تحاول الفتاة أن تجعل والد الطفل يفاتح أباها في علاقتهما، ورغبته في الارتباط بها، ولكنه يتعلل بحجج مختلفة، وهناك شاب آخر يحبها بشدة تخدعه وتجعله يصارح أباها بأن بينهما علاقة غير شرعية قديمة، كى يتزوجها، واهمة إياه بأنها مجرد لعبة وأنها تحبه.

## طاقم العمل
- دريد لحام
- نهاد قلعي
- سهير المرشدي
- طلحت حمدي
- محمد خير حلواني
- محمد العقاد
- نزار فؤاد
- نجوى صدقي
- عبد الرحمن آل رشي
- انطوانيت نجيب
- عبدالله نشواتي
- حسن بغدادي
- عدنان عجلوني
- ميليا فؤاد
- بهاء سمعان
- عدنان بركات
- رضوان عقيلي
- ناهد يسري